# KZ Bad Gandersheim
Das  KZ Bad Gandersheim  war ein von Oktober 1944 bis April 1945 bestehendes Außenlager des Konzentrationslagers Buchenwald im ehemaligen Kloster Brunshausen nahe
der Stadt Bad Gandersheim im heutigen Niedersachsen. Im Lager erfolgte die Produktion von Flugzeugteilen im Auftrag der Firma Ernst Heinkel AG.

## Vorgeschichte
Auf dem Gelände des späteren Konzentrationslagers sollten ursprünglich durch die Werkzeugfabrik Carl Bruns Flugzeugteile zur Fertigung des Focke-Wulf Nachtjägers Ta 154 gefertigt werden. Aufgrund eines Mangels an Arbeitskräften sowie unzureichender Belieferung mit Rohstoffen begann die Produktion erst im April 1944 und wurde nach wenigen Wochen eingestellt. Die ca. 40.000 m² großen Produktionshallen blieben nicht lange ungenutzt, denn die Ernst Heinkel AG mietete diese an, da sie ihre Produktion aus Mielec aufgrund der näher rückenden Roten Armee verlagern musste.

## Historie des Lagers
Die Ernst Heinkel AG richtete das Außenkommando Brunshausen, Apparatebau, Werk A im Oktober des Jahres 1944 ein. Bereits am 2. Oktober trafen die ersten 200 Häftlinge des Konzentrationslagers Buchenwald ein. Am 18. Oktober erreichte ein Transport mit 331 KZ-Häftlingen aus Dachau das Lager, gefolgt von 50 weiteren am 19. Oktober aus Sachsenhausen. 
Die höchste Zahl an Zwangsarbeitern besaß das KZ Bad Gandersheim mit 584 im November 1944. Im Durchschnitt arbeiteten zwischen 520 und 550 Häftlinge aus 14 Nationen im Werk und fertigten dort Flugzeugrümpfe für den Nachtjäger He 219.
Die Unterbringung der Häftlinge war extrem schlecht. Die ersten Monate verbrachten sie in der Kirche des 1803 aufgelösten Kloster Brunshausen. Diese war verwahrlost und nicht beheizbar. Die niedrigen Temperaturen des Winters 1944/1945 führten zu einem extrem hohen Krankenstand, der sich auch durch den Bezug eines Barackenlagers im Januar 1945 kaum änderte. Im Januar 1945 verstarben fünf Häftlinge und im Februar 1945 meldete der Lagerkommandant in das Stammlager Buchenwald, dass von den 532 Häftlingen 65 wegen Krankheit arbeitsunfähig waren. Entkräftung sowie Tuberkulose führten dazu, dass 14 Häftlinge nach Buchenwald zurückgeschickt wurden. Insgesamt verstarben zwischen Dezember 1944 und März 1945 23 Häftlinge im Lager. 
Die geleistete und von der Heinkel AG an Buchenwald bezahlte Arbeit der Zwangsarbeiter war extrem hoch. Vom Oktober 1944 bis Dezember an stieg sie monatlich von 54.000 auf 161.500 Arbeitsstunden, fiel dann aber kontinuierlich bis zur Auflösung des Lagers im April 1945.
Am 2. April 1945 erteilte Gauleiter Hartmann Lauterbacher dem Lagerkommandanten den Befehl, das KZ aufzulösen. In einem dreiwöchigen Evakuierungsmarsch wurden die Häftlinge in das Konzentrationslager Dachau gebracht. Zwei Tage vor der Befreiung dieses Lagers durch amerikanische Truppen erreichten die Häftlinge ihr Ziel. Obwohl exakte Zahlen nicht vorliegen, haben kaum mehr als 200 Insassen des Außenlagers Bad Gandersheim die Lagerbefreiung in Dachau erlebt. In einem Bericht vom 26. November 1945 dokumentiert die US-Armee lediglich 180 Überlebende. Ursächlich hierfür war neben den extremen Marschbedingungen die Vorgabe des Gauleiters, nicht transportfähige Gefangene zu erschießen. So waren bereits 40 Häftlinge vor Räumung des Lagers in einem nahegelegenen Wald erschossen worden.
Der französische Schriftsteller Robert Antelme schildert seine Zeit als Häftling in diesem Lager in seinem Buch Das Menschengeschlecht.